# 雄二・ゴメス
雄二ゴメス（ゆうじゴメス、1972年6月11日 - ）は、アメリカ合衆国ニューヨーク州サウスブロンクス出身の在日アメリカ人AV男優。本名はユージニオ・ゴメス (Eugenio Gomez)。
元プロボクサー。第48代日本フェザー級王者、石川ボクシングジム所属。日本記録7連続1ラウンドKOの記録保持者。

## 経歴・人物
ニューヨーク、サウスブロンクス地区で出生。父親はプエルトリコ人で、母親がドミニカ共和国人であることから、自身のトランクスにはルーツでもある2つの国旗を張っていた。
高校時代はパワーリフティングの選手であったが、高校卒業後、アマチュアボクシングを始めた。
1998年に来日後、八王子中屋ジムに入門。1999年3月30日にユウジ・ゴメスのリングネームでプロデビューすると、東日本、全日本の各新人王を獲得。第5戦目から11戦目まで7連続初回KO勝利の日本新記録を樹立し、これを機にリングネームを雄二ゴメスに変更した。その後も第13戦目まで連勝を続け、デビューから2年で日本フェザー級王座を獲得するも防衛はできなかった。
2004年に一度は引退したが、石川ジムに移籍し、リングネームを雄二ゴメスIIと改め、階級をスーパーバンタム級に下げて、2007年7月12日に3年半振りにリングに復帰し、復帰後3戦行ったが、2009年6月11日に37歳に達し、ライセンス失効。
2013年、AV男優に転身。2013年10月31日に最初のDVDが発売され、現在3タイトルのDVDにAV男優として出演中。売り文句は「サルサをこよなく愛する男。極上のラテン製28センチのイチモツをひっさげて富と名声、全てを捨てて人生を女に賭ける天性の女好き！そこには愛がある！」。AVでのデビュー相手は羽月希。

## 来歴
1999年3月30日、八王子中屋ジムからフェザー級でプロデビュー。鴇田孝信（本多）と対戦し、初回KO勝ちを収める。
1999年11月6日、東日本新人王決勝戦で阪東ヒーロー（Hカドタ）と対戦し、初回KO勝ちにより、第56回東日本新人王を獲得。
1999年12月18日、全日本新人王決定戦で廣瀬淳（福岡帝拳）と対戦し、初回KO勝ちにより、第46回全日本新人王を獲得。
2000年10月8日、ディノ・オリベッティ（フィリピン）と対戦し、初回KO勝ちにより、7連続初回KO勝ちの日本新記録を達成。
2001年3月11日、横浜アリーナで開催された第22回チャンピオン・カーニバルで日本フェザー級王者の木村鋭景（帝拳）と対戦し、8回TKO勝ちにより王座を獲得した。
2001年6月16日、李東国（韓国）とノンタイトル10回戦を行い、初回KO負けで初黒星を喫する。
2001年9月1日、洲鎌栄一（尼崎）の挑戦を受け、6回KO負けを喫し初防衛に失敗、王座から陥落した。
2003年3月23日、日本フェザー級王者の大之伸くま（福間S）と対戦し、初回KO負け。
2004年1月21日、福原力也（ワタナベ）と対戦。8回KO負け（この後9月18日に後楽園ホールで引退セレモニーを行っている）。
2007年7月12日、3年半振りにリングに復帰。モンコンノーイ・ポルクラハン（タイ）と対戦し、再起戦を3回TKO勝ちで飾る。
2008年4月10日、梶山友揮（平石）と対戦し、8回1-2の判定負けが最後の試合となった。

## 獲得タイトル
- 第56回東日本フェザー級新人王
- 第46回全日本フェザー級新人王
- 第48代日本フェザー級王座（防衛0）

## 出演作品

### アダルトビデオ
2013年
- 雄二ゴメス loves 001　人妻 羽月希 28歳（10月31日発売 プラム）
- 雄二ゴメス loves 002　AV女優 水澤まお 25歳（11月30日発売 プラム）

2014年
- 雄二ゴメス loves 003　人妻 青木真希 38歳（1月1日発売 プラム）
- 雄二ゴメス loves 004　人妻 小池絵美子 39歳（2月1日発売 プラム）
- 雄二ゴメス loves 005　秋葉原メイド喫茶店員 小司あん 20歳（3月1日発売 プラム）
- 雄二ゴメス loves 006　人妻 小野麻里亜 27歳（4月1日発売 プラム）
- 雄二ゴメス loves 007　新橋OL 京野結衣 24歳（5月1日発売 プラム）
- 雄二ゴメス loves 008　現役ナース 遠藤あいこ 26歳（7月1日発売 プラム）
- 雄二ゴメス loves 009　片瀬○奈っぽい現役CA 26歳（8月1日発売 プラム）
- 雄二ゴメス loves 010　M体質な婦警さん 横山みれい 29歳（9月1日発売 プラム）
- 雄二ゴメス loves 011　JKエビぞり 石原あい 18歳（10月1日発売 プラム）
- 雄二ゴメス loves 012　AIKA（11月1日発売 プラム）
- 雄二ゴメス loves 013　宮澤みほ（12月1日発売 プラム）

2015年
- 雄二ゴメス loves 014　OL 篠田ゆう 23歳（1月1日発売 プラム）
- 雄二ゴメス loves 015　秋葉原で働く地下アイドル りえ 20才（2月1日発売 プラム）
- 雄二ゴメス loves 016　わたし処女。まり 1●才（3月1日発売 プラム）
- 雄二ゴメス loves 017　栃木県ご当地アイドル みおり 19才（4月1日発売 プラム）
- 雄二ゴメス loves 018　人妻 静香さん 38歳（5月1日発売 プラム）
- 雄二ゴメスと7人の女たち Vol.1（6月1日発売 プラム）
- 雄二ゴメスと7人の女たち Vol.2（7月1日発売 プラム）
- 雄二ゴメスと7人の女たち Vol.3（8月1日発売 プラム）
- 雄二ゴメスと7人の女たち Vol.4（9月1日発売 プラム）
- 月刊 エロごめす Vol.1　椎名綾、神田美咲、藤井凜（11月1日発売 プラム）
- 月刊 エロごめす Vol.2　小嶋なな、椎名綾、神田美咲（12月1日発売 プラム）

2016年
- 月刊 エロごめす Vol.3　藤井凜、神田美咲、白河里奈（1月8日発売 プラム）
- 月刊 エロごめす Vol.4　藤井凜、八咲唯、小嶋なな（2月1日発売 プラム）
- 月刊 エロごめす Vol.5　朝桐光、小嶋なな、白河里奈（3月1日発売 プラム）
- 月刊 エロごめす Vol.6　高瀬杏、白河里奈、八咲唯（4月1日発売 プラム）
- 月刊 エロごめす Vol.7　可愛まゆ、朝桐光、八咲唯（5月1日発売 プラム）
- 月刊 エロごめす Vol.8　今宮なな、高瀬杏、朝桐光（8月1日発売 プラム）
- 月刊 エロごめす Vol.9　今宮なな、高瀬杏、可愛まゆ（10月1日発売 プラム）
- 月刊 エロごめす Vol.10　今宮なな、高瀬杏、可愛まゆ（12月1日発売 プラム）

2017年
- ラクロス・アスリート女子校生 裕木まゆ(中田氏)シン・ゴメス 処女なのに28cmの黒チ◯ポ （2月1日発売 プラム）

## 出版関連
- 東京スポーツ（月刊ゴメス）連載中
- メンズ ナックル（エロトーーーク）
- ザ・ベストSpecial
- 実話ナックルズ
- 週刊実話
- 週刊実話ザ・タブー

## Web関連
- メンズサイゾー「俺はAV女優を尊敬している…」
- ニコニコ生放送「AV向上委員会〜妄想研究所〜」